# Kenneth Farmer
Pour les articles homonymes, voir Farmer.
Kenneth Farmer (né le 26 juillet 1912 à Westmount et mort le 12 janvier 2005 à Montréal) est un joueur canadien de hockey sur glace. Lors des Jeux olympiques d'hiver de 1936, il remporte la médaille d'argent.
Farmer est président du Comité olympique canadien de 1953 à 1961, ainsi que président du Commonwealth Games Association of Canada de 1977 à 1983. Il est aussi gouverneur du Panthéon des sports canadiens de 1980 à 1990.

## Palmarès
- Médaille d'argent aux Jeux olympiques de Garmisch-Partenkirchen en 1936